# Masiphya floridana
Masiphya floridana är en tvåvingeart som först beskrevs av Townsend 1912.  Masiphya floridana ingår i släktet Masiphya och familjen parasitflugor.
Artens utbredningsområde är Florida. Inga underarter finns listade i Catalogue of Life.